# شاموني ملتبس
شاموني ملتبس (الاسم العلمي:Chamonixia ambigua) هو نوع من الفطريات يتبع جنس الشاموني من الفصيلة البوليطية.